# ATP Venezia 1981
L'ATP Venezia 1981 è stato un torneo di tennis giocato sulla terra rossa. È stata la 1ª edizione dell'ATP Venezia che fa parte del Volvo Grand Prix 1981. Si è giocato a Venezia in Italia dal 13 al 19 giugno 1981.

## Campioni

### Singolare
Mario Martínez ha battuto in finale  Paolo Bertolucci con il punteggio di 6–4, 6–4

### Doppio
- Doppio non disputato